# Hydraulische straal
De hydraulische straal R of hydraulische diameter {\displaystyle D_{h}} is een begrip dat wordt gebruikt bij berekeningen aan waterstromen door buizen met een niet-cirkelvormige doorsnede. Het is de verhouding van het doorstroomde oppervlak met de zogenaamde natte omtrek. Dit getal is van belang bij de berekening van de weerstand in een leiding.

## Formule
De formule luidt:
{\displaystyle R={\frac {A}{P}}}

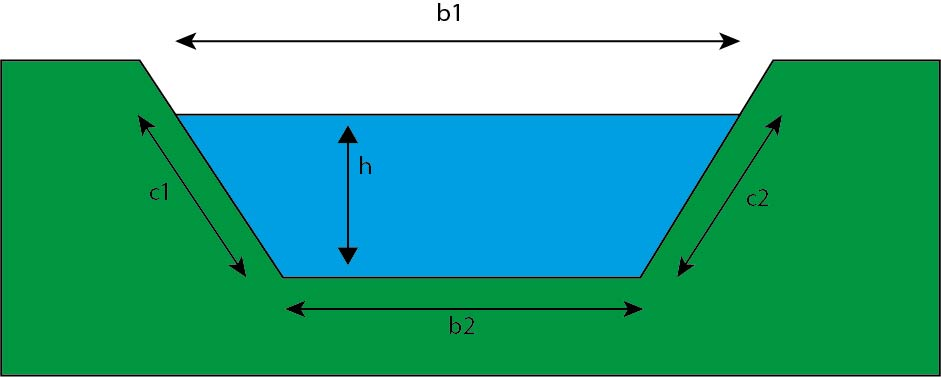
Parameters voor de bepaling van de hydraulische straal bij een prismatische watergang

Hierbij geldt in geval van buisstroming:
{\displaystyle A=\pi r^{2},P=2\pi r}, zodat {\displaystyle R={\frac {r}{2}}}
En in geval van stroming in een prismatisch doorstroomprofiel:
{\displaystyle A=h(b1+b2)/2,\qquad P=c1+b2+c2},
waardoor {\displaystyle R\approx h}, wanneer de waterhoogte verwaarloosbaar is ten opzichte van de breedte.
waarin:
- R: de hydraulische straal
- A: het oppervlak van de stroming
- P: de natte omtrek (Perimeter). Dit is de omtrek van het natte deel, maar alleen dat deel dat raakt aan bodem of oever. Zie ook Natte omtrek
- r: de straal van de cirkel
- b: de breedte
- h: de hoogte

Een andere definitie is:
{\displaystyle D_{h}={4A \over S}}
{\displaystyle D_{h}} = hydraulische diameter [m]
A = doorstroomde oppervlak [m2]
S = bevochtigde omtrek [m]
De factor 4 in de definitie zorgt ervoor dat voor een cirkelvormige doorsnede de hydraulische diameter gelijk wordt aan de diameter.
S kan ook gezien worden als de omtrek waar de schuifspanning op werkt.
Wanneer teller en noemer met de oneindig gedachte lengte van de buis worden vermenigvuldigd
wordt de hydraulische diameter gelijk aan viermaal het volume gedeeld door het bevochtigde oppervlak. Zo bezien wordt de hydraulische diameter gelijk aan de gemiddelde koorde, een begrip dat bijvoorbeeld ook voorkomt in de nagalmformule van Sabine.
Voor een annulus, de ruimte tussen twee concentrische buizen met cirkelvormige doorsnede, is de hydraulische diameter gelijk aan het verschil tussen de binnendiameter van de buitenste buis en de buitendiameter van de binnenste buis. De hydraulische straal van een willekeurige driehoek of van een veelhoek waarvan de ingeschreven cirkel raakt aan alle zijden van die veelhoek, zoals bij een regelmatige veelhoek, is gelijk aan de diameter van de ingeschreven cirkel.